# Atlantisch orkaanseizoen 1988
Het Atlantisch orkaanseizoen 1988 duurde van 1 juni 1988 tot 30 november 1988. Het seizoen 1988 was een boven normaal seizoen wat betreft de activiteit. Het seizoen telde twaalf tropische stormen, waarvan er elf een naam kregen. Van deze twaalf promoveerden er vijf tot een orkaan. Drie hiervan wiesen aan tot majeure orkanen, dat wil zeggen van categorie 3 of meer.
Daarnaast telde het seizoen ten minste zeven tropische depressies, die echter niet promoveerden tot tropische storm en derhalve ook geen namen kregen. De opvallendste orkaan was Gilbert, die gepaard ging met de tot dan toe laagste luchtdruk, die ooit in een orkaan in het Atlantisch bassin is waargenomen. Dit record bleef staan, totdat Wilma in 2005 tot een lagere druk dook. Gilbert was ook de rampzaligste orkaan van het seizoen en eiste 318 mensenlevens. Ook Joan was zeer rampzalig en eiste meer dan tweehonderd mensenlevens, voornamelijk in Nicaragua.

## Cyclonen
Het seizoen telde ten minste 7 tropische depressies. (Zie ook "overleg")

### Tropische depressie 1
Tropische depressie 1 ontstond op 30 mei boven het westen van de Caraïbische Zee. De tropische depressie trok naar het noordnoordoosten over Cuba en over de Straat Florida en loste op 2 juni ten oosten van het zuiden van Florida op in een trog van lage druk.

### Tropische storm Alberto
Op 4 augustus ontstond voor de kust van South Carolina een lagedrukgebied uit een zwakke trog van lage druk, die zich begon te organiseren. Het lagedrukgebied trok naar het noordoosten, parallel aan de Amerikaanse kust. Voor de kust van Virginia had het lagedrukgebied voldoende tropische kenmerken aangenomen om te worden aangemerkt als tropische depressie 2. Vanuit het westen naderde er nu een front en de luchtstromingen rond dit front bespoedigden de uitstroom van tropische depressie 2, zodat tropische depressie 2 op 7 augustus kon promoveren tot tropische storm Alberto ten zuiden van het eiland Nantucket in Massachusetts. Nog nooit is een tropische depressie op zo een hoge breedte tot tropische storm gepromoveerd in het Atlantisch bassin. Nog dezelfde dag bereikte Alberto de kust van Nova Scotia. Boven het koude water van de St. Lawrence verloor Alberto zijn tropische kenmerken en zijn windsnelheid viel beneden de windkracht 8. De overblijfselen van Alberto losten op boven de Golf van Labrador ten noorden van Newfoundland op 8 augustus. Alberto was slechts een zwakke tropische storm met op zijn hoogtepunt windsnelheden van 65 km/uur en een luchtdruk van 1002 mbar. Alberto veroorzaakte geen schade van betekenis.

### Tropische storm Beryl
Begin augustus lag er een lagedrukgebied boven het oosten van de Verenigde Staten met een uitloper naar het noordoosten van de Golf van Mexico. Het lagedrukgebied verdween naar het oosten en het noordelijke deel van de uitloper loste op. Het zuidelijk deel dreef westwaarts en werd een nieuwe depressie. In deze depressie begon zich van boven naar beneden een gesloten circulatie naar het aardoppervlak uit te breiden. Op 4 augustus had zich op het niveau van het aardoppervlak een gesloten circulatie ontwikkeld, maar daarmee was er nog geen sprake van een tropische depressie; de kern van het lagedrukgebied was koud, dat wil zeggen kouder dan buiten zijn centrum. De volgende dagen bleef het lagedrukgebied liggen in de buurt van de monding van de Mississippi. De omstandigheden om tot tropische depressie te transformeren waren gunstig, boven het lagedrukgebied vormde er zich een hogedrukgebied op grote hoogte, dat de uitstoot zou bespoedigen.
Op de avond van 7 augustus dreef het lagedrukgebied, nu volop in ontwikkeling naar het noordwesten en kwam boven het zuidoosten van Louisiana terecht. Een paar uur later op 8 augustus promoveerde het lagedrukgebied tot tropische depressie, die naar het zuidoosten terug dreef naar de Golf van Mexico en tien uur later promoveerde tot tropische storm Beryl. Het zag er meteorologisch gezien aanvankelijk zeer goed uit voor Beryl; een goede uitstroom, dankzij het hogedrukgebied op grote hoogte boven Beryl, een goede circulatie in de middenlagen van de atmosfeer en op zeeniveau was de gesloten circulatie boven het warme water van de Golf van Mexico gelegen. Maar op 9 augustus maakte een trog van lage druk op grote hoogte vanuit het noordoosten korte metten met het hogedrukgebied. Een naderende trog uit het noordwesten trok Beryl naar zich toe, terug over land.
Op 10 augustus degradeerde Beryl tot tropische depressie boven het zuidoosten van Louisiana en zij loste de volgende dag op boven het oosten van Texas. Op haar hoogtepunt op 8 augustus bereikte Beryl windsnelheden van 83 km/uur en een luchtdruk van 1001 mbar. Baryl eiste het leven van een vijftienjarige jongen, die met zijn vader opvarende was in een garnalenboot die in de Mobilebaai kapseisde door toedoen van Beryl. De jongen verdronk, zijn vader werd na 24 uur door de kustwacht gered. Verder veroorzaakte Beryl ongeveer $3 miljoen schade.

### Tropische depressie 4
Ten noorden van de Bahama's kwam een tropische onweersstoring tot ontwikkeling, die op 12 augustus tot tropische depressie 4 promoveerde. Deze tropische depressie trok eerst naar het noordwesten, draaide naar het westnoordwesten en bereikte op 13 augustus het grensgebied tussen Florida en Georgia. Tropische depressie 4 draaide naar het westzuidwesten, kwam in de buurt van Tallahassee boven de Golf van Mexico terecht, en trok langs de kust in de richting van de Mississippimonding, waar zij op 16 augustus oploste.

### Tropische depressie 5
Over tropische depressie 5 is helaas weinig bekend.

### Tropische depressie 6
Over tropische depressie 6 is helaas weinig bekend.

### Tropische storm Chris
Op 15 augustus trok een tropische golf van de Afrikaanse kust westwaarts. De tropische golf ontwikkelde zich langzaam en promoveerde op 21 augustus tot tropische depressie 7 halverwege Afrika en de Bovenwindse Eilanden. Tropische depressie 7 trok over de Bovenwindse Eilanden en landde op Hispaniola en trok vervolgens door de Bahama's. Tropische depressie 7 draaide meer en meer naar het noordwesten en noordnoordwesten en liep parallel aan de kust van Florida, toen zij op 28 augustus promoveerde tot tropische storm Chris. Chris bereikte die dag zijn hoogtepunt met windsnelheden van 83 km/uur en een luchtdruk van 1005 mbar en landde enkele uren later nabij Savannah met windsnelheden van 75 km/uur. Boven South Carolina degradeerde Chris tot tropische depressie, die een paar uur later werd opgenomen door een front. Chris eiste vier mensenlevens; drie in Puerto Rico, ten gevolge van overstromingen en één in South Carolina , door een windhoos, die met Chris gepaard ging. Chris veroorzaakte $500.000,- schade, niet gecorrigeerd voor inflatie.

### Orkaan Debby – Tropische depressie 16-E
Op 15 augustus trok een sterke tropische golf westwaarts van de Afrikaanse kust. Deze tropische golf splitste op en het noordelijke deel ontwikkelde zich tot tropische depressie 7 en werd later Chris. Het zuidelijk deel trok verder westwaarts en bleef voorlopig een ongeorganiseerde tropische onweersstoring. Deze storing trok over de Bovenwindse Eilanden, de Caraïbische Zee en over het schiereiland Yucatán. Op 29 augustus begon de tropische onweersstoring zich te ontwikkelen boven het schiereiland Yucatán en op 31 promoveerde zij tot tropische depressie 8 boven het uiterste oosten van de Golf van Campeche. Tropische depressie 8 trok in westnoordwestelijke richting over de Golf van Campeche onder invloed van een hogedrukgebied boven het oosten van de Verenigde Staten. Op 1 september werden de omstandigheden gunstig; de uitstoot van tropische depressie 8 verbeterde en zij werd beter georganiseerd, waardoor zij op 2 september ten oosten van Tuxpan promoveerde tot tropische storm Debby en dezelfde dag nog tot orkaan.
Debby landde enkele uren later op haar hoogtepunt op 3 september 35 km ten zuidzuidoosten van Tuxpan in Veracruz met windsnelheden van 120 km/uur en een druk van 991 mbar. Debby verloor veel vocht, degradeerde op 3 september tot tropische storm en tropische depressie, maar liep zich niet stuk op de Oostelijke Sierra Madre en passeerde 80 km ten noorden van Mexico-Stad. Bij de staat Jalisco kwam Debby weer boven zee. Zij bevond zich nu in het bassin van de oostelijke Grote Oceaan en werd daarom herdoopt tot tropische depressie 16-E. Tot 2001 werden cyclonen, die van het ene in het andere bassin terechtkwamen, altijd herdoopt. Sinds die datum geldt de regel, dat als een systeem bij de overgang zijn gesloten circulatie intact houdt, dit systeem ook zijn naam behoudt. Tropische depressie 16-E trok naar het noordwesten, de Golf van Californië in, waar zij ten slotte oploste. Debby eiste 10 mensenlevens en verwondde 16 anderen. In Veracruz werden 300.000 mensen uit hun huizen verdreven door modderstromen. Ramingen van de schade zijn echter niet bekend.

### Tropische storm Ernesto
Op 27 augustus vertrok een tropische golf westwaarts van de Afrikaanse kust. Boven de Atlantische Oceaan ging de tropische onweersstoring een wisselwerking aan met een lagedrukgebied op grote hoogte, waardoor de tropische onweersstoring naar het noordwesten koerste en het gebied met onweersbuien uitdijde. Op 2 september naderden een lagedrukgebied op zeeniveau ten oosten van Bermuda en de tropische onweersstoring elkaar. Bovendien was het lagedrukgebied op grote hoogte verdwenen en bevond er zich nu een hogedrukgebied op grote hoogte net ten zuiden van het lagedrukgebied ten oosten van Bermuda. Op 3 september ontwikkelde het lagedrukgebied een gesloten circulatie aan de westflank van de tropische onweersstoring en het lagedrukgebied, dat zich nu kon voeden met de diepe convectie was gepromoveerd tot tropische depressie 9. Tropische depressie 9 werd door de zuidwestelijke stroming naar het oostnoordoosten gedreven en ondanks de zuidwestelijke schering promoveerde tropische depressie 9 nog op 3 september tot tropische storm Ernesto. Ernesto wies aan tot windsnelheden van 102 km/uur en een minimale druk van 994 mbar op 5 september, vlak voordat hij door een grotere, niet-tropische storm werd opgenomen boven het noorden van de Atlantische Oceaan.

### Tropische depressie 10
Op 2 september ontstond er een lagedrukgebied boven het westen van de Golf van Mexico, dat de volgende dag voldoende diepe convectie had verzameld en voldoende was georganiseerd om te promoveren tot tropische depressie 10 ten zuidoosten van de Texaanse kust. Tropische depressie 10 trok naar het noordoosten en landde op 4 september op de zuidwestelijke kust van Louisiana. Daarna werd tropische depressie 10 snel opgenomen door een koufront. Het systeem bracht vooral veel regen aan de oostkust van Texas, het zuiden van Louisiana en Mississippi en het midden van Alabama.

### Orkaan Florence
Het koufront dat tropische depressie 10 had opgenomen trok verder zuidoostwaarts over de Golf van Mexico en begon convectie te vertonen. De convectie, die met de resten van het front gepaard ging, strekte zich op 5 september uit van Florida in het noordoosten tot Veracruz in het zuidwesten. De volgende dag bleef het systeem bijna stationair, alleen begon het zich op te splitsen. Het noordoostelijke deel formeerde zich tot een front dat wegtrok naar het noordoosten, terwijl het zuidwestelijke deel zijn tropische ontwikkeling voortzette. Op 7 september ontstond hieruit tropische depressie 11 op 325 km ten noordwesten van Mérida, de hoofdstad van Yucatán. Aanvankelijk dreef tropische depressie 11 oostwaarts in de richting van het front en promoveerde nog op 7 september tot tropische storm Florence. Florences oostelijke koers werd gestuit nadat een rug van hoge druk zich opbouwde aan Florences noordoostflank ten oosten van de Amerikaanse oostkust.
Boven de Mississippivallei lag een trog van lage druk op middelbare en grote hoogte. Doordat de rug van hoge druk zich ten oosten daarvan opbouwde, begon Florence zich naar het noorden te bewegen in de richting van de trog. Florences uitstoot aan de noordzijde werd hierdoor bespoedigd en Florence promoveerde tot orkaan op 10 september, vlak voor haar landing op de westelijke Mississippidelta met windsnelheden van 130 km/uur en een minimale druk van 984 mbar (Florence had enkele uren tevoren haar hoogtepunt bereikt met 982 mbar bij dezelfde windsnelheid). Florence verzwakte snel boven land; zij raakte haar diepe convectie kwijt toen zij over New Orleans en Lac Ponchartrain trok. Later op 10 september degradeerde Florence tot tropische storm net ten noordwesten van Baton Rouge en enkele uren later tot tropische depressie. De volgende dag loste tropische depressie Florence op boven het uiterste noordoosten van Texas. Florence eiste één mensenleven en veroorzaakte een kleine $3 miljoen schade. Verder veroorzaakte Florence veel kusterosie en zette 15.000 zonder stroom.

### Tropische storm zonder naam
Op 6 september trok een stevige tropische onweersstoring van de Afrikaanse kust naar het noordnoordwesten en promoveerde dezelfde dag tot tropische depressie 13 vlak voor de Senegalese kust. Omdat pas achteraf werd besloten de tropische storm zonder naam, tropische depressie 13 officieel aan het seizoen toe te voegen, geschiedde zijn nummering later en op die manier vormde tropische depressie 13 zich vóór tropische depressie 12. Het systeem werd naar het noordnoordwesten getrokken door een trog van lage druk, die uitzonderlijk zuidelijk was gelegen boven het oosten van de Atlantische Oceaan. Op 7 september promoveerde tropische depressie 13 tot tropische storm, omdat de tropische cycloon nooit westelijk van de 25e meridiaan westerlengte bereikte, kreeg hij geen naam. Op 9 september bereikte de tropische storm zijn hoogtepunt met windsnelheden van 93 km/uur en een minimale druk van 994 mbar. Daarna verzwakte de tropische storm boven kouder wordend water. Later op 9 september degradeerde de tropische storm tot tropische depressie ten noorden van de archipel Kaapverdië en ten zuidwesten van de Canarische Eilanden. Tropische depressie 13 loste ten slotte een paar uur later op 10 september op.

### Orkaan Gilbert

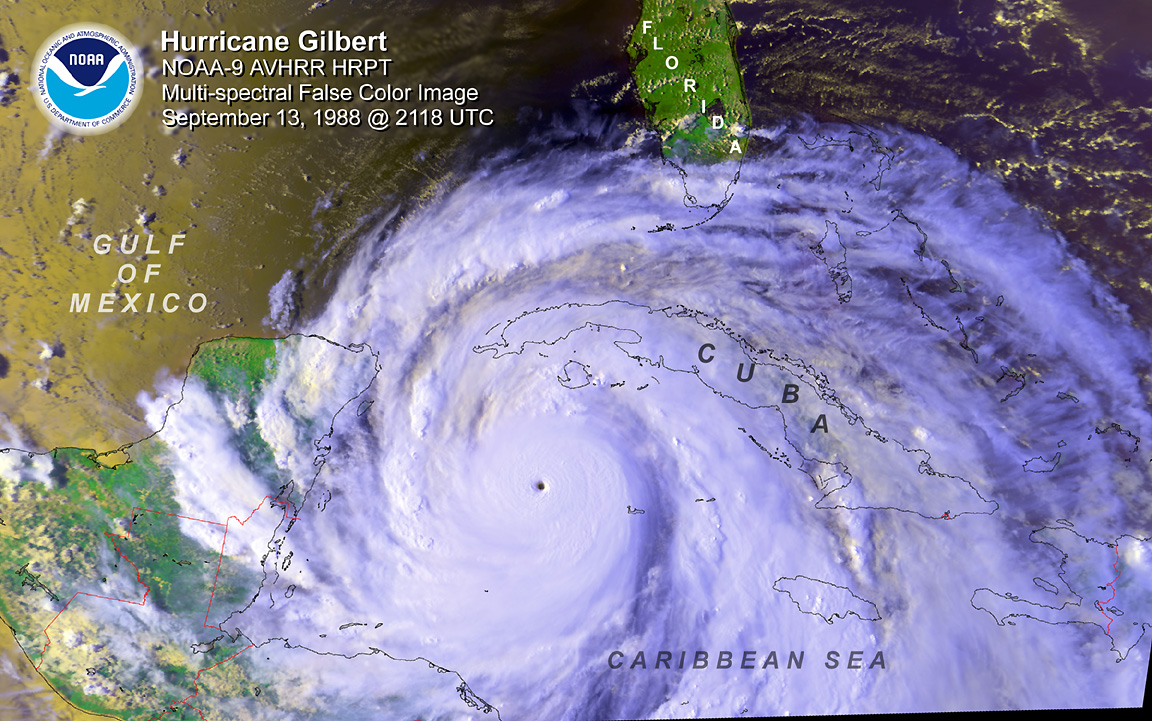
Gilbert op zijn hoogtepunt als orkaan van de vijfde categorie boven het westen van de Caraïbische Zee met een zeer nauw oog. Gilbert bereikte de laagste luchtdruk (888 mbar), die ooit bij een orkaan op het westelijk halfrond is waargenomen. Zeventien jaar later zou Wilma dit record breken ongeveer op dezelfde plaats en ook had Wilma op dat moment dat merkwaardige nauwe oog.

Op 3 september vertrok een tropische golf van de Afrikaanse kust westwaarts, maar kwam aanvankelijk nauwelijks tot ontwikkeling. De tropische golf echter werd meer en meer ingebed in een omvangrijk lagedrukgebied, op 8 september begon zich een gesloten circulatie af te tekenen en op 9 september promoveerde het lagedrukgebied tot tropische depressie 12 op 720 km ten oosten van Barbados (Omdat pas achteraf werd besloten de tropische storm zonder naam, tropische depressie 13 officieel aan het seizoen toe te voegen, geschiedde zijn nummering later en op die manier vormde tropische depressie 13 zich vóór tropische depressie 12). Dezelfde dag, 9 september promoveerde tropische depressie 12 tot tropische storm Gilbert, vlak voor dat hij de Bovenwindse Eilanden bereikte. De ontwikkeling van Gilbert ging snel verder; op 10 september promoveerde Gilbert tot orkaan ten zuiden van Puerto Rico. Gilbert won verder aan kracht, schampte de Dominicaanse Republiek en Haïti en zette koers richting Jamaica, waar hij op 12 september met windsnelheden van 205 km/uur en een minimale druk van 960 mbar landde; een stevige orkaan van de derde categorie. Na zijn passage over Jamaica daalde zijn luchtdruk als een baksteen; eerst trok Gilbert nadat hij de vijfde categorie had bereikt door de Kaaimaneilanden en rakelings langs Grand Cayman.
Op de avond van 13 op 14 september bereikte Gilbert zijn hoogtepunt een luchtdruk van 888 mbar en windsnelheden tot 296 km/uur, wat het record van orkaan Dog evenaarde (omdat de metingen anno 1950 niet helemaal betrouwbaar zijn, is er het een en ander op het record van Dog af te dingen). De minimale luchtdruk van 888 mbar was tot dan toe het laagst, dat ooit bij een tropische cycloon op het westelijk halfrond is waargenomen en zou standhouden, totdat Wilma in het seizoen 2005 het zou breken. In 24 uur was Gilbert gezakt van 960 mbar tot 888 mbar. Gilbert bleef een orkaan van de vijfde categorie, toen hij op 15 september landde met windsnelheden tot 260 km/uur bij een druk van 900 mbar op het noordoosten van het schiereiland Yucatán. Boven Yucatán verzwakte Gilbert en kwam als orkaan van de tweede categorie weer boven de Golf van Mexico. Daar won Gilbert andermaal aan kracht en wist de vierde categorie te bereiken, voordat hij op 16 september landde met windsnelheden van 205 km/uur en een druk van 955 mbar; als een sterke orkaan van de derde categorie in de buurt van de stad La Pesca in Tamaulipas.
Gilbert degradeerde tot tropische storm op 17 september boven Nuevo León, trok ten zuiden van de hoofdstad van Nuevo Léon, Monterrey langs en degradeerde dezelfde dag boven Chihuahua tot tropische depressie. Tropische depressie Gilbert draaide nu naar het noorden en noordoosten en trok verder over Texas en Oklahoma. Op 19 september verloor Gilbert zijn tropische kenmerken, toen hij door een niet-tropisch lagedrukgebied met frontensysteem werd opgenomen boven Missouri. Deze depressie trok verder naar Michigan. Gilbert eiste in totaal 318 mensenlevens, voornamelijk in Mexico. Op Jamaica kwamen 45 mensen om en liet Gilbert 700 mm regenwater achter, Gilbert was de ergste orkaan op Jamaica sinds Charlie in 1951. In Mexico werden meer dan 35.000 mensen dakloos ten gevolge van Gilbert en bracht Gilbert 83 schepen tot zinken. Na het seizoen werd de naam Gilbert geschrapt en vervangen door Gordon.

### Orkaan Helene
Op 15 september trok de 42ste tropische golf van het seizoen westwaarts van de Afrikaanse kust. Deze tropische onweersstoring ging al gepaard met windsnelheden van 37 km/uur tot 56 km/uur toen zij op 17 september Kaapverdië passeerde. Op 19 september promoveerde de tropische onweersstoring tot tropische depressie 14 ten zuidwesten van Kaapverdië. Op 20 september promoveerde tropische depressie 14 tot tropische storm Helene (spreek uit: Helène). Een grote trog van lage druk boven het midden van de Atlantische Oceaan trok Helene naar het noordwesten en Helene begon gestaag aan kracht te winnen en promoveerde op 21 september tot orkaan. Op 23 september bereikte Helene haar hoogtepunt met windsnelheden van 231 km/uur en een minimale druk van 938 mbar, een orkaan van de vierde categorie. Daarna draaide Helene naar het noorden onder invloed van bovengenoemde trog en verzwakte gestaag. Op 26 september degradeerde Helene naar de eerste categorie en bij de nadering de zuidwestelijke straalstroom draaide Helene versneld naar het noordoosten en beleefde nog een laatste opleving als orkaan van de tweede categorie. Deze opleving was van korte duur, omdat Helene op 30 september haar tropische kenmerken verloor ten zuidwesten van IJsland.

### Tropische depressie 15
Over tropische depressie 15 is helaas weinig bekend.

### Tropische storm Isaac
Op 23 september bevond er zich een zwakker tropische onweersstoring voor de Afrikaanse kust. Zij versmolt naadloos met de buienlijnen boven de doldrum. Op 27 september begon het systeem enige organisatie te vertonen boven het midden van de Atlantische Oceaan en op 29 september promoveerde het systeem tot tropische depressie 16 op 1620 km ten oostzuidoosten van Barbados. Tropische depressie 16 trok verder westwaarts en op 30 september verschoot haar zij twee graden naar het noorden, waarschijnlijk omdat zich een nieuw centrum ten noorden van het oude was ontstaan. Ondanks de schering van westenwinden op de westflank van tropische depressie 16, promoveerde zij toch op 30 september tot tropische storm Isaac op 360 km ten oostzuidoosten van Barbados. Isaac piekte een paar uur later, op 1 oktober, met windsnelheden van 74 km/uur en een minimale druk van 1005 mbar. De schering werd Isaac echter te veel en Isaac degradeerde tot tropische depressie boven de Bovenwindse Eilanden op 1 oktober, om een paar uur later te degenereren tot tropische onweersstoring. De overblijfselen van Isaac trokken verder westwaarts, staken Midden-Amerika over en formeerden in het bassin van de Grote Oceaan opnieuw een tropische cycloon; tropische depressie 20-E.

### Orkaan Joan – Tropische storm Miriam

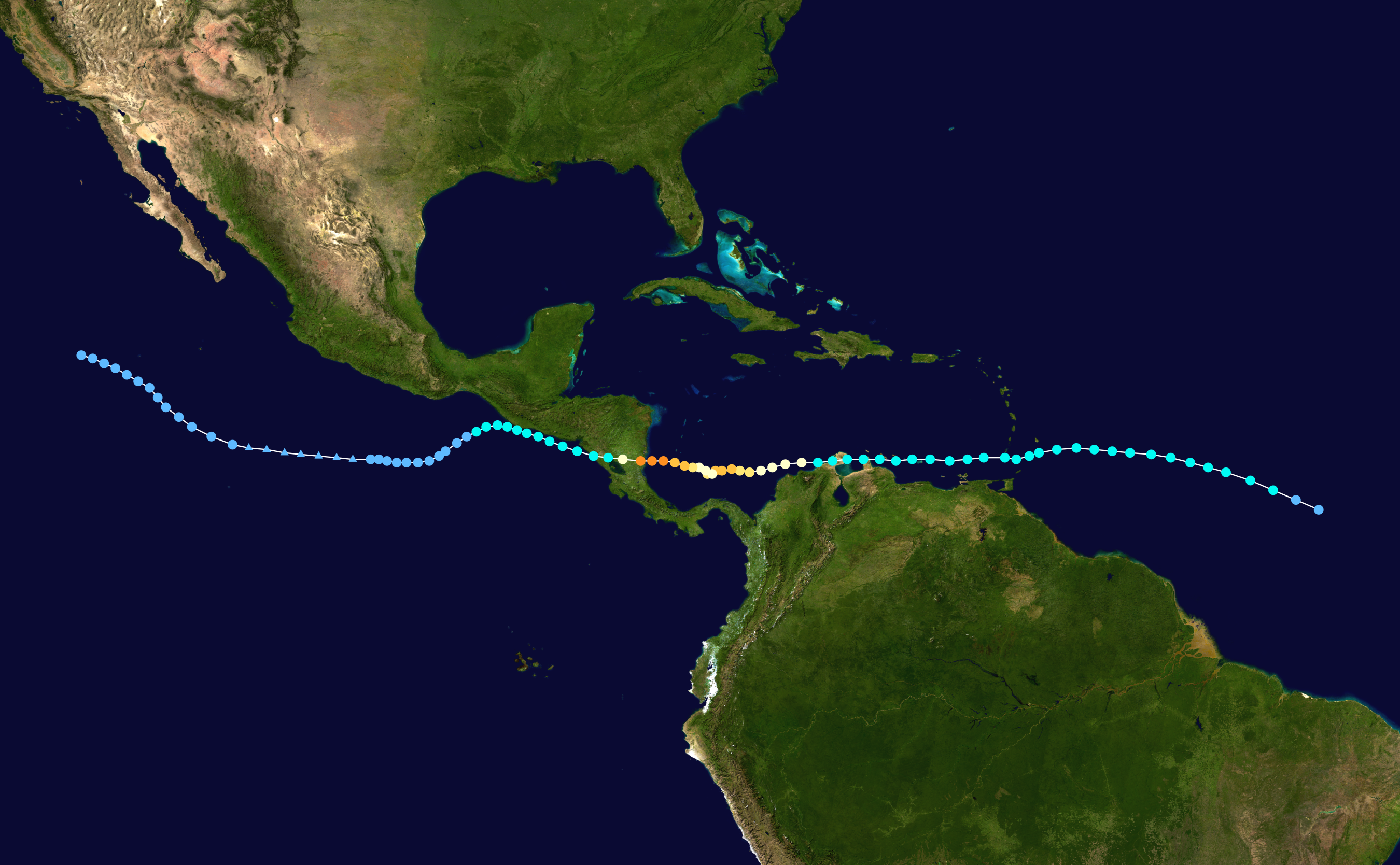
De weg, die de tropische cycloon Joan-Miriam aflegde. Orkaan Joan bereikt de vierde categorie en als Miriam beleeft zij haar hoogtepunt als tropische storm. Verklaring: Blauw: tropische depressie; Groen: tropische storm; Wit: orkaan, eerste categorie; Roomkleurig: tweede categorie; Geel: derde categorie; Oranje: vierde categorie.

Op 5 oktober trok een tropische onweersstoring boven de doldrums westwaarts rond de tiende breedtegraad. Ondanks de lage breedte, kwam de storing toch op 9 oktober tot ontwikkeling; er vormde zich een gesloten circulatie en de diepe convectie begon zich te organiseren, zodat op 10 oktober de tropische onweersstoring promoveerde tot tropische depressie 17 op de tropische Atlantische Oceaan, ver ten oosten van de Venezolaanse kust. De volgende dag promoveerde tropische depressie 17 tot tropische storm Joan. Joan werd op een westelijke koers gehouden door een krachtig hogedrukgebied op haar noordflank. Op 15 oktober bereikte Joan Grenada als matige tropische storm met windsnelheden van 83 km/uur en een luchtdruk van 1003 mbar. Joan trok over de zuidelijke Bovenwindse Eilanden en trok de Caraïbische Zee binnen. Joan landde op 16 oktober op Curaçao met windsnelheden tot 100 km/uur en een druk rond de 999 mbar, dit was de eerste keer sinds orkaan 2 in 1933 dat Curaçao door een tropische cycloon werd getroffen. Joan landde enkele uren later op 17 oktober op het Colombiaans-Venezolaanse schiereiland La Guajira met windsnelheden van 102 km/uur en een druk van 997 mbar.
Ten westen van La Guajira promoveerde Joan tot orkaan op 55 km ten noorden van de Colombiaanse kust, wat zeer ongebruikelijk is. Joan won nu snel aan kracht boven het uiterste zuidwesten van de Caraïbische Zee. Zij bereikte de derde categorie, verzwakte weer tot de eerste categorie en trok een zeer kleine lus tegen de wijzers van de klok in op 20 oktober ten noorden van Panama-Stad. Daarna vervolgde zij haar westelijke koers en won weer zeer snel aan kracht. Wat de merkwaardige lus van Joan veroorzaakte is niet bekend, wellicht een voorbeeld van het Fujiwara-effect met tropische depressie 18, die zich op dat moment ten noorden van het schiereiland La Guajira bevond. Doordat Joan zo boven hetzelfde gebied bleef hangen, welde zij de oppervlakkige lagen van het zeewater op (waarin zich de meeste energie voor tropische cyclonen bevindt) en beroofde zichzelf van haar energiebron, waardoor haar verzwakking verklaard kan worden. Joan koerste naar de kust van Nicaragua en landde op 22 oktober met windsnelheden van 231 km/uur en een minimale druk van 932 mbar als flinke orkaan van de vierde categorie nabij Bluefields, Nicaragua. Nog nooit had een orkaan de vierde categorie bereikt ten zuiden van de twaalfde breedtegraad.

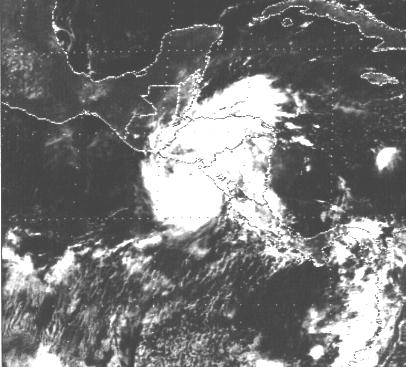
Joan-Miriam op 23 oktober op het moment van haar naamsverandering, toen zij de Grote Oceaan bereikte.

Joan degradeerde op 23 oktober tot een tropische storm, maar bleef goed georganiseerd. Zij trok over het Meer van Nicaragua, over Managua en bleef een tropische storm toen zij ten zuiden van de stad León, Nicaragua de Grote Oceaan bereikte. Na 2001 worden tropische cyclonen die hun identiteit onafgebroken behouden niet meer herdoopt als zij het bassin van de Grote Oceaan bereiken, maar in 1988 gebeurde dit nog wel. Joan werd daarom herdoopt in Miriam. Miriam schampte aanvankelijk nog de kust van El Salvador en Guatemala, maar trok daarna in een meer westzuidwestelijke koers weg van de Midden-Amerikaanse westkust. Op 26 oktober degradeerde Miriam tot een tropische depressie door toedoen van schering, die op 28 oktober op 540 km ten zuiden van Acapulco oploste. De resten promoveerden op 30 oktober wederom tot de tropische depressie Miriam, die op 2 november voorgoed oploste. Joan-Miriam eiste ten minste 216 mensenlevens en 118 mensen werden vermist.
Alle doden waren op het conto van Joan te schrijven, evenals het merendeel van de $2 miljard schade (niet gecorrigeerd voor inflatie). Op de Bovenwindse Eilanden en op Aruba, Bonaire en Curaçao vielen er geen slachtoffers en viel de schade mee. In Venezuela vielen er 11 slachtoffers in Colombia 25, voornamelijk ten gevolge van overstromingen, aardverschuivingen en modderstromen. In Costa Rica vielen er 28 slachtoffers en waren er 18 vermisten, 75 nederzettingen werden overstroomd, toen 20 rivieren buiten hun oever traden. Enige dorpen werden door dijkdoorbraken blank gezet. Vijfenzeventighonderd mensen werden dakloos.
Nicaragua werd het ergst getroffen; 148 slachtoffers, 184 zwaargewonden en 100 vermisten. Joan verwoeste 23.300 woningen en 6500 huizen werden zwaar beschadigd. Duizend kilometer hoogspanningskabels werden vernietigd. Bluefields, waar de orkaan landde werd zo goed als van de kaart geveegd, evenals vele dorpen en nederzettingen langs de kust. Ook onder het vee vielen er vele slachtoffers, 15.700 runderen, 20.000 varkens en 456.000 kippen overleefden de orkaan niet. En ook het regenwoud van Nicaragua had het zwaar te verduren. Meer dan 600 kilometer aan wegen werden vernietigend, evenals 30 bruggen, terwijl 36 andere bruggen zwaar beschadigd werden. Ook de akkerbouw leed zware schade, hetgeen zich uitte in exportschade. Ongelukkigerwijze sloeg Joan toe, net nadat er een guerrillastrijd was beëindigd. Joan stortte Nicaragua in een recessie en door de wederopbouw werd er zoveel geld uitgegeven door de overheid, dat er inflatie ontstond.
Mede door Joan zakte de levensstandaard in Nicaragua tot onder het niveau van de jaren 70. Elders in Midden-Amerika veroorzaakte Joan veel regen, die in bergachtig gebied tot vele overstromingen en aardverschuivingen leidden, waarbij in Panama vier slachtoffers vielen. Miriam veroorzaakte overstromingen in Chiapas en legde het vliegveld van de hoofdstad Tuxtla Gutiérrez stil. De hulp na de ramp kwam maar mondjesmaat opgang; Duitsland, de Sovjet-Unie, Canada, Zweden en Nederland gaven hulp. De Verenigde Staten gaven geen hulp, omdat zij en Nicaragua in de clinch lagen door de controverse met de sandinisten. Op 28 oktober nam de Algemene Vergadering van de Verenigde Naties zonder stemming een resolutie aan, die alle leden opriep het getroffen gebied te hulp te komen. De naam Joan werd geschrapt en vervangen door Joyce. De naam Miriam in de lijst van het orkaanseizoen van de oostelijke Grote Oceaan werd niet geschrapt.

### Tropische depressie 18
Over tropische depressie 18 is alleen bekend, dat zij zich op 20 oktober ten noorden van het schiereiland La Guajira bevond en mogelijk een Fujiwara-effect aanging met orkaan Joan, om korte tijd daarna op te lossen.

### Tropische storm Keith
Op 5 november trok een tropische golf van de Afrikaanse kust westwaarts en over de Atlantische Oceaan, zonder dat het tot een ontwikkeling van betekenis kwam. Op 12 november trok zij over de Kleine Antillen de Caraïbische Zee binnen, waar zij tot ontwikkeling kon komen. Er bouwde zich op grote hoogte een hogedrukgebied op boven het systeem en dit voorzag zo in een uitstekende uitstoot voor de in ontwikkeling zijnde tropische cycloon. Op 17 november voldeed het systeem aan alle criteria voor een tropische cycloon. Het werd toen een tropische depressie, ten zuiden van de Windward Passage halverwege tussen de Paso de los Vientos en de Colombiaanse kust. De tropische depressie trok westwaarts richting Honduras en Nicaragua, draaide voordat zij de kust bereikte naar het noordwesten, omdat de luchtdruk boven de Golf van Mexico daalde. De tropische depressie zette koers naar het uiterste noordoosten van het schiereiland Yucatán en won aan kracht boven het uiterste noordwesten van de Caraïbische Zee. Op 20 november promoveerde de tropische depressie tot tropische storm Keith ten noorden van Honduras.
Keith bereikte snel zijn hoogtepunt met windsnelheden van 110 km/uur en een minimale druk van 985 mbar, enkele uren voordat Keith landde op het uiterste noordoosten van het schiereiland Yucatán met windsnelheden van 110 km/uur en een druk van 993 mbar. De trog, die eerst de druk boven de Golf van Mexico deed dalen en de tropische depressie, die Keith werd naar het noordwesten trok, was snel naar het noordoosten getrokken, daardoor verloor Keith aanvankelijk aan snelheid, maar werd weer naar de trog toegetrokken, die zich nu op Keiths noordoostflank bevond. Op 23 oktober landde Keith nabij Sarasota in Florida met windsnelheden van 102 km/uur en een druk van 995 mbar. Keith draaide bij naar het oostnoordoosten en won aanvankelijk weer aan kracht tot net onder de orkaandrempel op 24 november, maar een paar uur later verloor Keith zijn tropische kenmerken ten westen van Bermuda. De extratropische Keith draaide bij naar het noordoosten en noordnoordoosten en won nog één keer aan kracht werd een extratropische storm met orkaankracht (120 km/uur) op 26 november.
Daarna draaide de extratropische Keith naar het westen en verdween ten slotte boven het uiterste noordwesten van de Atlantische Oceaan, ten oostnoordoosten van Newfoundland. Keith eiste géén slachtoffers, maar veroorzaakte wel een schade van $3 miljoen (niet gecorrigeerd) in Florida. Op Cuba veroorzaakte de zware regenval ten gevolge van Keith schade aan de landbouw, vooral de groenteteelt en tabaksteelt (in november worden jonge tabaksplanten aangeplant), maar ramingen van schade zijn niet bekend.

## Namen
De lijst met namen voor 1988 was dezelfde als die van 1982. De lijst werd opnieuw gebruikt in 1994, met uitzondering van Gilbert en Joan, die werden geschrapt en vervangen werden door Gordon en Joyce. De namen Gilbert, Isaac, Joan en Keith werden voor het eerst gebruikt. Voor Gilbert en Joan was dat ook voor het laatst.
| - Alberto - Beryl - Chris - Debby - Ernesto - Florence - Gilbert | - Helene - Isaac - Joan - Keith - Leslie (niet gebruikt) - Michael (niet gebruikt) - Nadine (niet gebruikt) | - Oscar (niet gebruikt) - Patty (niet gebruikt) - Rafael (niet gebruikt) - Sandy (niet gebruikt) - Tony (niet gebruikt) - Valerie (niet gebruikt) - William (niet gebruikt) |